# هينريتش هوفمان (ملحن)
هينريتش هوفمان (بالألمانية: Heinrich Karl Johann Hofmann)‏ هو ملحن وعازف بيانو ألماني، ولد في 13 يناير 1842 في برلين في ألمانيا، وتوفي في 16 يوليو 1902 في Bad Tabarz ‏ في ألمانيا.

## وصلات خارجية
- هينريتش هوفمان على موقع ميوزك برينز (الإنجليزية)
- هينريتش هوفمان على موقع ديسكوغز (الإنجليزية)